# Kwas 3-fosfoglicerynowy
Kwas 3-fosfoglicerynowy, 3PG, PGA – organiczny związek chemiczny z grupy fosforanów biorący udział w glikolizie i cyklu Calvina.